# Hacktivisme

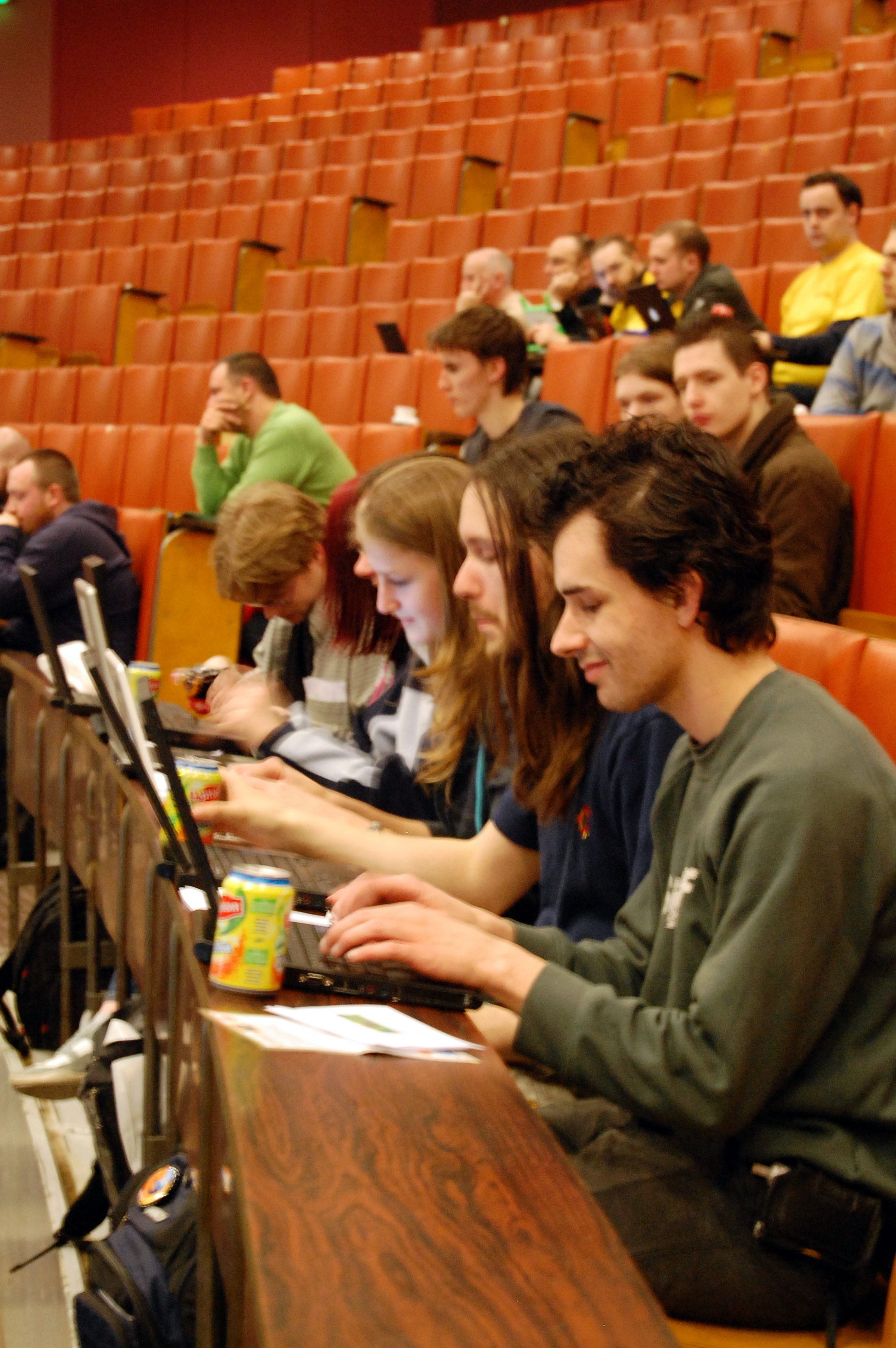
Hacktivistes

L'hacktivisme (un acrònim de hacker i activisme) és la utilització no violenta d'eines digitals il·legals o legalment ambigües perseguint finalitats socials o polítiques. El terme hacker s'utilitza en referència al seu significat original, és a dir, una persona que gaudeix explorant els detalls de sistemes programables i com ampliar les seves funcionalitats, mentre que activisme es defineix com la pràctica de l'acció directa i militant per aconseguir una meta social o política. Tots dos termes estan carregats de múltiples interpretacions, de manera que definir hacktivisme es fa complex i cal entendre el moviment hacktivista com en continu canvi, evolucionant com un procés obert. El hacktivisme inclou modificacions de webs, redireccions, atacs de denegació de servei, publicació d'informació, paròdies de llocs web, substitucions virtuals, sabotatges virtuals i desenvolupament de programari.
En general, es busca potenciar estratègies o polítiques tals com a llibertat d'expressió, drets humans, i l'ètica de la informació. Els actes de hacktivisme són duts a terme sota la creença que la utilització d'aquestes estratègies informàtiques tindran efectes de palanca similars per exemple a l'activisme regular o la desobediència civil. Es basa en la idea que poca gent coneix prou de computació i Internet com per intervenir en pro d'una determinada fi, però aquesta forma d'acció pot afectar molta gent.
Les activitats hacktivistes s'estenen a diverses idees i causes polítiques. Freenet és un exemple clar de traducció d'un pensament polític (tots haurien de tenir dret de parlar) en codi. El hacktivisme és una ramificació de Cult of the dead cow, les seves opinions inclouen l'accés a la informació com un dret humà bàsic. La xarxa lliure de programadors, artistes i militants radicals 1984 network liberty alliance de Gregoire Seither està més conscienciada amb qüestions de llibertat d'expressió, vigilància i privadesa en una era de creixent vigilància tecnològica, d'utilització de propaganda a gran escala, i de control de la mentalitat per part de governs i corporacions.

## Etimologia
El terme va ser encunyat pel crític cultural i autor Jason Sack en un article sobre l'artista Shu Lea Cheang i publicat en InfoNation en 1995.
Des de la mirada etimològica, aquest mot és un manlleu anglès hacktivism: acrònim de hack[er] i [ac]tivism: és un tipus de ciberactivisme que recorre a accions que destorben la presentació normal dels llocs web o el funcionament dels sistemes informàtics dels grups o institucions que pretén denunciar. Ve precedit del ciberactivisme, el qual es basa en les tecnologies de la informació i la comunicació per a fer arribar el seu missatge amb gran rapidesa a un gran nombre de destinataris.
El terme hacktivisme té un origen controvertit, alguns afirmen que es va encunyar per descriure com les accions directes electròniques podien usar-se en favor del canvi social en combinar la programació amb el pensament crític. Uns altres utilitzen el terme com a sinònim d'actes maliciosos i destructius que vulneren la seguretat d'Internet com una plataforma tecnològica, econòmica, i política. Essencialment la controvèrsia reflecteix dos corrents filosòfics divergents dins del moviment hacktivista. Un corrent considera que els atacs cibernètics maliciosos són una forma acceptable d'acció directa. L'altre corrent considera que tota protesta, inclosa l'acció directa, ha de ser pacífica i sense violència.

## Història
Els orígens de l'hacktivisme van ser força funestos. Els hackers de començaments dels 90 van criticar el hacktivisme pel seu ús nociu de la Xarxa i les seves tècniques primitives. Des del activisme tampoc van ser vistos amb bons ulls, existia en aquell temps un fort moviment primitivista i neoludita que entenia la tecnologia com un instrument de poder, totalment contrari a la lluita activista. Tot i això, Ricardo Dominguez i altres hacktivistes propers a la Desobediència Civil Electrònica seguir treballant en eines senzilles d'usar, continuant amb la seva idea d'apropar eines d'interacció tecno-polítiques a la gent corrent.
Tot i que no és fins als anys 90 que comencem a parlar de hacktivisme, a mitjans dels anys 60 ja van començar a aparèixer els primers moviments socials que vinculaven l'activisme i les TIC. Els primers casos van ser el phreaking, que consistía en la manipulació dels telèfons mòbils per tal de fer trucades gratuïtes a llarga distància, i les primeres activitats de hacking desenvolupades al Massachusetts Institute of Technology, (MIT) que tenien com a fi optimitzar les tecnologies, facilitant l'accés gratuït a aquestes. D'aquestes vessants sorgeix el hacktivisme,que promou aquestes pràctiques amb fins d'incidir en la política i en l'ordre social, fent de les TIC un mitjà de protesta per aquests moviments socials.
L'exemple més clar de l'aplicació de l'hacktivisme en els seus inicis van ser les manifestacions a la Xarxa o netstrikes. Amb un programa molt senzill, utilitzable des de qualsevol ordinador personal, un hacktivista realitza contínues peticions a una mateixa pàgina web intentant col·lapsar-la. Si aquest atac es combina des de diferents fonts, es pot perjudicar seriosament l'accessibilitat d'un lloc web.
Un cas sonat de manifestació a la Xarxa va ser el coordinat per la web italiana www.netstrike.it. El 1995 va aconseguir bloquejar els llocs de govern francès que en aquell moment estava bombardejant amb caps nuclears l'atol de Mururoa. Sis anys després, coincidint amb les protestes contra el G-8 a Gènova, el servidor de netstrike.it va ser segrestat per la Prefectura de la Policia de Bolonya, per ordre de Departament de la Policia postal genovesa. Com van comentar els integrants de el grup netstrike.it en un manifest fet públic a la xarxa, ha passat ja molt de temps i, tot i la diligent atenció de les forces de l'ordre, cap jutge, per més gelós de la seva tasca que fos, ha pensat en cap moment que pogués processar algú per aquesta pràctica de lluita que té un valor exclusivament simbòlic i demostratiu.
L'última gesta d'aquests activistes hackers va ser modificar una bicicleta perquè, amb l'ajuda d'uns braços mecànics i un ordinador portàtil, pogués fer pintades pels carrers de Nova York durant la darrera convenció republicana. La bicicleta a més disposava de connexió sense fil a la Xarxa i utilitzava esprais de pintura no permanent, atès que a la ciutat de Nova York els grafits estan prohibits. Tot i això, l'inventor, Joshua Kinberg, va ser arrestat. A les poques hores va ser alliberat, però el seu projecte de bicicleta, que inclou ordinador, telèfon mòbil i xarxa sense fil, contínua requisada. Un altre cop d'efecte gran el va protagonitzar el col·lectiu The Barbie Disinformation Organization, un grup de hacktivistes californians que a principis dels noranta van comprar nines Barbie i ninots guerrers G.I.JOE que reproduïen frases predefinides. Un cop descobert el mecanisme mitjançant el qual es reproduïen aquestes frases, van intercanviar els discos dels dos tipus de joguines, obtenint Barbies que deien «La venjança serà meva!» I ninots GIJOE que preferien dir «Planejem el casament dels nostres somnis!». Van tornar a col·locar els ninots en els seus embolcalls i van tornar les joguines als grans magatzems. Un cop descoberta l'acció reivindicativa, el col·lectiu The Barbie Disinformation Organization va declarar irònicament que tot havia estat beneficiós, «els amos dels grans magatzems van vendre dues vegades el producte, estimulem l'economia, i el nostre missatge s'escolta».
Re-code, un projecte de hactivist.com, també té com a objectiu prioritari dels grans magatzems. Gràcies a la seva tasca d'enginyeria inversa, coneixen com es codifica, en codis de barres o un altre tipus de codificació, la informació sobre un producte. Utilitzant aquests coneixements són capaços de generar noves etiquetes per substituir la codificació original dels productes de marca per productes similars sense marca. Amb això es pretén fer una crítica àcida a les plusvàlues associades a productes només per qüestions de publicitat i imatge, tractant de sembrar el caos a grans superfícies que depenguin de l'automatització del procés de facturació d'una compra. Actualment aquest projecte està congelat, a causa de les nombroses pressions que ha patit perquè abandoni la seva pràctica i la distribució de l'material necessari perquè aquests atacs es repeteixin arreu del món, tot i que no han pogut ser acusats de vulnerar cap llei fins a la data.

## Hacklabs espanyols
Avui dia existeixen diversos hacklabs, o laboratoris d'experimentació tècnica i social que neixen d'aquesta nova cultura hacktivista i la consoliden com a moviment social articulat dins i fora de la xarxa. Es reuneixen físicament fora d'Internet amb la intenció de treballar en projectes relacionats amb el programari lliure, ciberdrets, privacitat, criptografia, xarxes sense fils en barris o ciutats; fora del seu territori convencional (la Xarxa, que segueix sent un espai per a la coordinació), baixant a terra en contacte directe amb les xarxes socials. La majoria utilitza, neix o s'insereix en Centres Socials Okupats com va ser el cas de Kernel Panic de Barcelona, que es reunia al Centre Social Les Naus. Ensenyar, aprendre, muntar xarxes, compartir coneixement i sobretot difondre una imatge de l'hacking com a cultura de la informació lliure.
L'abril del 1999 se celebra la IV Trobada Estatal de Contrainformació a Madrid, on sorgeixen dos grans projectes: l'agència de notícies denominada Contrainfos i el servidor autogestionat Sindominio.net, amb la idea de crear un espai lliure a Internet. Aquest últim va comptar amb el suport de 25 col·lectius. Des de la seva formació, Sindominio es proposava a "facilitar les condicions per l'emergència de noves propostes autònomes, a través d'una assemblea autogestionada en un espai desterritorialitzat".

En el Gaztetxe de Udondo (Leioa), a Bilbao, es reuneix com un grup de treball de el Centre Social, el Metabolik Bio Hacklab. Neix en el Hackmeeting de setembre de l'any 2001 i en el seu primer any desplega activitat en diversos fronts. Es presenta a través d'un manifest rizomàtic, en connexió evident amb l'avantguarda postmoderna que neix anys abans en alguns sectors de el moviment d'okupació de Madrid i Barcelona, entestats a l'assimilació col·lectiva d'alguns textos de Gilles Deleuze i Felix Guattari com a base sobre la qual superar el "estret horitzó de la vella esquerra "i poder donar forma a un nou discurs allunyat de les" representacions binàries" de l'àmbit social.
"M'agrada ser lliure, expandir el meu codi, compartir-lo, difondre'l, copiar-lo, enlazarme amb altres pàgines, altres projectes, altres éssers ... gaudeixo a l'experimentar amb diversos llenguatges i protocols, aprendre i ser après, participar dels processos tecnològics i humans que em constitueixen, interactuar amb els meus entorns a través dels meus diversos cossos per defensar la autoorganització i l'autonomia que em dona la vida. Per això un dels meus fonaments autocatalítics primaris (potser és el més important) és el [programari lliure], [generar-], usar-lo, difondre'l i gaudir-em permet compartir tècniques i materials, coneixements i pràctiques, i crear així una font comuna de recursos col·lectius, col·laborar amb una xarxa autoorganitzativa de coneixements oberts, lliures i reutilitzables que em alimenten, mentre alimenten a altres."
Al febrer de el mateix any el col·lectiu decideix donar resposta des d'una posició de crítica social a la tecnologia i el seu model dominant, el model de la globalització capitalista, mercat i de les corporacions transnacionals. L'ocasió es la brinda el Congrés Internacional sobre la Societat de la Informació IT4ALL que se celebra a Bilbao. Promogut pel Govern Basc en el marc de programes europeus, compta amb el suport i la participació de la SGAE, la CNN, el BBVA, Petronor, Grup ITP, Hewlet Packard i Microsoft. Un contra model que s'aixeca sobre clares dinàmiques mercantils i militaristes relacionades amb el canvi tecnològic, un contramodel per a la visió cooperativa, social i anticapitalista dels hacktivistes de Leioa. Enfront d'aquests "senyors de l'aire" hackers recorren a l'agitació, la denúncia i l'acció directa, repertori d'acció compartit amb altres moviments. El seu manifest denuncia:
"La bretxa digital la construeixen dia a dia els que patenten tecnologies de la comunicació, els que monopolitzen el programari, els qui no respecten els estàndards consensuats, qui exigeixen contínuament la renovació de màquines útils, qui fan de la tecnologia un instrument per a la guerra, qui comercialitzen amb el saber, els que esclavitzen als seus clients, els qui privatitzen longituds d'ona, els qui prohibeixen compartir informació, els qui creen lleis que afavoreixen els monopolis, els que inverteixen en una educació cap a productes tecnològics esclavitzants. I, per descomptat, la bretxa digital és la bretxa de el pa, la bretxa de la pobresa. una societat més tecnologitzada amb la tecnologia dels senyors de l'aire (tancada, esclavitzant, secreta, de mala qualitat ...), una societat informada pels senyors de l'aire, una societat educada per consumir els seus productes, no és una societat ni més avançada, ni més informada, ni més comunicada, ni més lliure."

## Hacktivisme català
Anonymous és un moviment internacional de ciberactivistes, format per un nombre indeterminat de persones que reben aquest nom perquè no revelen la seva identitat. Són anònims. No hi ha líders i tots són iguals. Estan descentralitzats, és una xarxa. S'agrupen en 'ruscs' i solen dur a terme les seves accions després de sotmetre-les a votació entre tots els membres de el grup.
No pertanyen a cap partit polític i estan distribuïts per tots els racons de món. Tots es representen sota un mateix símbol, la màscara que utilitza V en la novel·la gràfica V de Vendetta, que es va adaptar a el cinema amb el mateix títol, i que s'ha convertit en un dels emblemes més reconeguts de l'actualitat. La careta representa la figura Guy Fawkes, qui va tractar de posar una bomba en els fonaments de Parlament Britànic per assassinar rei Jacob I en 1605.

Logo d'Anonymous

El seu lema és:
"El coneixement és lliure.
Som Anonymous.
Som Legió.
No perdonem.
No oblidem.

Espereu-nos!".
Aquest missatge l'han llançat al món en cada vídeo que han creat per reivindicar els seus ciberatacs contra les pàgines web de diferents entitats.

### Detencions a Espanya
La Policia Nacional ha detingut a Espanya a quatre membres de el grup Anonymous en el marc de l'operació internacional 'Exposure', que ha conclòs amb la imputació d'altres 21 membres de el grup 'hacktivista' a Llatinoamèrica. Dels quatre detinguts, dos han ingressat a la presó. Un altre dels acusats ha quedat en llibertat sota fiança i el quart, menor d'edat, sota la custòdia dels seus pares, segons ha informat la policia.
Els membres d'Anonymous han estat acusats de ser els presumptes responsables d'atacs DDoS (denegació de serveis distribuïts) a pàgines webs de partits polítics, institucions i empreses. Se'ls atribueixen delictes d'associació il·lícita, danys informàtics i descobriment i revelació de secrets.
Aquesta gran operació és la segona contra el grup al nostre país. El passat mes de juny de 2011, la Policia Nacional va comparèixer en roda de premsa per donar detalls sobre l'operació que van qualificar com la "desarticulació de la 'cúpula' de l'organització a Espanya".

### El cas català: Anonymous Catalonia
Des de l'inici de les protestes a Catalunya després de la sentència del Procés, la tecnologia ha tingut un paper fonamental en tot el que passa tant als carrers com a la xarxa des del passat 14 d'octubre. 'Apps' anònimes, grups en Telegram, campanyes en xarxes socials... L'última novetat és un 'bot antiinfiltrats' dissenyat per acabar amb els 'espies' que pugui haver als grups i xats. És una eina dissenyada pel grup d'activistes per la independència Anonymous Catalonia, una de les plataformes que han passat al davant en aquest temps i marquen l'agenda parlant del que passa a Catalunya a través de les xarxes. Aquest grup ha creat un 'bot' per Telegram, la seva arma de comunicació principal ja que tenen un canal amb més de 265.000 usuaris, que t'ajuda a fer fora tots els 'trolls' que estiguin al teu grup o en el teu propi canal amb el objectiu d'evitar que en aquests espais es colin infiltrats.
En aquest context, i dies abans de la publicació de la sentència del 14 d'octubre, sorgeix també un moviment ciutadà anònim a Catalunya que és dona a conèixer exclusivaent a través de les xarxes socials de Twitter i Telegram. Aquesta campanya, anomenada Tsunami Democràtic, s'adreça a la població catalana i especialment al sector independentista a través d'una aplicació mòbil amb l'objectiu de difondre accions de protesta cap a la publicació de la sentència, a la qual només és possible accedir-hi a través d'un codi QR. L'aplicació va ser intervinguda tan pel govern espanyol com per la policia nacional, així com òrgans internacionals com l'empresa Microsoft, però va ressistir els ciberatacs rebuts. A més, també es va bloquejar la pàgina web de Tsunami Democràtic fins a tres ocasions, generant la plataforma nous accessos per als seus seguidors.

## Pràctiques relacionades

### Slacktivisme
El neologisme apareix de les paraules angleses "slack" (fluix, gandul) i "activism" (activisme), o "activismo de sillón" en Castellà. El terme descriu, exactament, aquelles persones que mostren un cert recolzament a una causa, però no acostuma a tenir cap mena de repercussió real.
És la paraula emprada per a descriure l'activisme a través de les xarxes i amb accions mínimes. Una gran diversitat de persones utilitzen la barrera de les pantalles com a escut protector a l'hora d'expressar les seves opinions i ideologies per la por a un possible enfrontament quan són mal rebudes. Substitueixen els casos en els que s'ha de prendre una posició més física (com l'activisme) per a aportar-ho des de la xarxa.

#### Aplicació correcta de l'slacktivisme
Aquesta acció conté el terme "slack" perque l'acté conté un esforç molt mínim, però tot i així, aquesta nova manera de fer activisme pot donar els seus fruits. Si aquesta pràctica arriba a ser mediatitzada d'una bona manera podem treure'n profit, com va passar amb l'#icebucketchallenge on una quantitat molt gran de gent van viralitzar el repte de tirar-se un cubell d'aigua gelada per sobre per a crear consciència sobre la malaltia ELA (esclerosi lateral amiotròfica). Gràcies a aquest repte van arribar a recaptar 100 milions de dòlars per a la investigació d'aquesta malaltia.

### Clicktivisme
Va sorgir a l'any 1997 amb la creació nord-americana de la web MoveOn.org dirigida als seus ciutadans per a recolzar i participar en les campanyes progressistes del país.
És la tendència de compartir, expressar i divulgar inquietuds i pensaments amb la finalitat de provocar accions a favor de qualsevol tipus de causa o en contra d'una situació particular, mitjançant les eines o plataformes (internet o xarxes socials) com a eix principal de la comunicació i difusió.
Així com l'slacktivisme i el clictivisme poden semblar pràctiques sinònimes, no ho són, aquest últim es diferencia fonamentalment en l'acte de fer "click", els mitjans de comunicació permeten una fàcil difusió amb només un gest com podria ser els m'agrada, i d'aquesta manera donen l'oportunitat de mesurar l'impacte, presència o recolzament que té un determinat tema.

## Controvèrsia
Els actes relacionats amb els hacktivistes tenen a veure amb la raó d'utilitzar determinades accions mitjançant internet com a activisme o desobediència civil. Depenent qui utilitzi el terme, el hacktivisme pot ser una forma políticament constructiva de desobediència civil o un gest antisistema indefinit: pot singificar protesta política pot indicar activisme anti-spam, experts de seguretat o promotors del programari lliure, etc. La controvèrsia de l'hacktivisme s'atribueix a dues corrents filosòfiques divergents en el moment:
La primera, considera que els atacs cibernètics maliciosos són una forma d'acció directa acceptable; en canvi, la segona, recolza la idea que aquests atacs cibernètics són actes maliciosos que destrueixen i vulneren la ciberseguretat en matèria tecnològica, política i econòmica.
A més a més, l'hacktivisme juga en un terreny complicat. No l'ampara cap marc legal i, per tant, oscil·la entre la legalitat i l'il·legalitat, aquest problema posa l'acció altruista dels hacktivistes en una situació especialment controvertida. Són un perfil d'activisme polític revestit amb tres qualitats que el diferencien:
1. Accions simples de gran impacte social i mediàtic
2. Una qualificació tècnica que permet l'excel·lent domini de les noves tecnologies de la informació
3. Un menyspreu cap a les normes social i legalment establertes[14]

Manuel R. Torres a "Una brevísima historia del hacktivismo", menciona a la perfecció la controvèrsia en la que es troba aquest tipus d'activisme: 
"Tot i que les primeres aproximacions acadèmiques al fenomen partien d'una valoració positiva sobre els components i objectius d'aquests grups, els mitjans de comunicació de masses van trigar poc temps en emfatitzar aquelles característiques que més suspicia generaven entre la ciutadania. El caràcter anònim i virtual de les accions posades en marxa pels grups de hacktivisme va servir de base per al tractament sensacionalista de molta de la informació procedent sobre aquests grups. La predilecció que els seus membres van mostrar per adoptar noms inquietants tampoc va ajudar a millorar aquest enfocament: The Legion of Doom, Bad Ass Mother Fuckers, Toxic Shock, etc. Aquesta tendència es va veure reforçada pel clima d'inseguretat generat pels atemptats de l'11 de setembre de 2001 a Washington i Nova York. La figura de l'hacker va començar a identificar-se amb la de criminal, i per extensió amb la de ciber-terrorista."
Algunes persones que s'autodefineixen com hacktivistes s'han dedicat a atacar i alterar llocs web per raons polítiques atacant governs o grups amb determinada ideologia. Uns altres, tals com Oxblood Ruffin s'oposen activa i vocalment a l'atac i alteració de llocs web, així com als atacs de denegació de servei (DoS).
Els crítics suggereixen que els atacs DoS són un atac a la llibertat d'expressió i que tenen conseqüències indesitjades, que són una pèrdua de recursos, i que pot comportar a una «guerra de DoS» en la qual tal vegada ningú pugui guanyar. En 2006, Blue Security va intentar automatitzar atacs de DoS contra spamers la qual cosa va conduir a un atac massiu de DoS contra Blue Security, va acabar malament per la companyia junt amb el seu ISP i proveïdor de DNS, expolsant-los d'Internet, i destruint el seu negoci.

## Notables esdeveniments de l'hacktivisme
Els casos més rellevants d'hacktivisme documentats avui dia, ens situen en 5 esdeveniments destacables:

### Fancy Bears / APT28
El grup de hacktivistes presenta els seus descobriments amb la introducció:
“Estimados ciudadanos del mundo. Permítannos presentarnos… Somos Fancy Bears, equipo internacional de hackers. Nos postulamos por un juego justo y un deporte limpio”
Va saltar a la fama el 2016 després de l'exclusió de diversos atletes russos dels Jocs Olímpics de Rio per dopatge. Fancy Bears va filtrar llavors documents oficials robats de l'Agència Mundial Antidopatge on apareixien involucrats atletes d'altres països. També es creu que és responsable dels atacs a la campanya de Hillary Clinton. Experts assumeixen que és el braç armat cibernètic de Kremlin.

### The Shadow Brokers
El grup hacker The Shadow Brokers, format l'any 2016, va destacar per ser el primer grup en accedir a la base de dades de l'Agència de Seguretat Nacional dels Estats Units (NSA), i extreure'n informació rellevant. En aquesta actuació, van aconseguir també trencar la seguretat d'un dels principals grups hackers dels Estats Units., com és Equation Group.A partir d'aquí, van començar a difondre informacions a través de la plataforma social Tumblr, on posteriorment van extreure els fitxers i arxius emesos. En aquest context, The Shadow Brokers també va fer pública l'aplicació amb la qual es va accedir als arxius de la NSA. Es tracta d'un malware anomenat Unitedrake, amb el que van prendre el control dels sistemes Microsoft i Apple de manera remota i extensible.

### Anonymous
Anonymous és la principal organització hacktivista a nivell mundial. Des del seu sorgiment l'any 2003 al fòrum 4chan, va començar a difondre accions i publicacions de manera anònima com a protesta a favor de la llibertat d'expressió, de l'accés a la informació i la independència d'Internet, així com per carregar contra diverses organitzacions. El pseudònim d'Anonyomous va començar a fer-se visible l'any 2008, quan va llençar el seu primer ciberatac a l'Església de la Cienciologia. Des de llavors, Anonymous s'ha erigit com la principal amenaça de havktivisme il·legal. De fet, l'any 2012 la revista Time va incloure aquesta organització com un de les 100 més influents del món. La seva persecució arran de les diverses accions que Anonymous va realitzar, va derivar en que als últims anys ja no sigui visible el seu perfil a les xarxes socials.

### Lazarus Group
És un grup generalment associat amb Corea del Nord. Aquests hacktivistes van començar les seves operacions l'any 2009 amb atacs que denegaven el servei a xarxes nord-americanes i sud-coreanes. A aquest grup se'ls creu responsables d'un atac hacker a l'empresa Sony al 2014 i l'any 2016 van robar 81 milions de dòlars del banc entral de Bangladesh així com, també, de l'atac al ransomware WannaCry.

### Tarh Andishan
Tarh Andishan va sorgir l'any 2014 arran del conflicte entre Iran i els Estats Units en la seva vessant cibernètica. Hackers de l'empresa de software Cylance van formar un nou grup amb el nom de Tarh Andishan, en iraní pensadors, amb l'objectiu de protagonitzar diversos atacs cap als sistemes de control estadounidencs. Aquesta organització ha llençat ciberatacs a nombroses pàgines webs, així com injeccions SQL a bases de dades. Aquest grup de hacktivistes van ser responsables de l'operació Cleaver l'any 2014 una campanya que tenia com a objectiu les infraestructures militars, sanitàries, energètiques i logístiques de països considerats enemics de l'Iran.

### Altres
El primer cas de hacktivisme conegut està documentat per Julian Assange com segueix:
Un dels primers incidents de hacktivisme va tenir lloc l'octubre de 1989 quan les màquines VMS connectades DOE, HEPNET i SPAN (NASA) a la web van ser penetrades pel cuc anti-nuclear WANK, que va canviar el missatge d'entrada al sistema per:
```
W O R M S A G A I N S T N O C L I A R K I L L I R S
_______________________________________________________________
\__ ____________ _____ ________ ____ ____ __ _____/
\ \ \ /\ / / / /\ \ | \ \ | | | | / / /
\ \ \ / \ / / / /__\ \ | |\ \ | | | |/ / /
\ \ \/ /\ \/ / / ______ \ | | \ \| | | |\ \ /
\_\ /__\ /____/ /______\ \____| |__\ | |____| |_\ \_/
\___________________________________________________/
\ /
\ Your System Has Been Officically WANKed /
\_____________________________________________/
```

```
You talk of times of peace for all, and then prepare for war.
```

En el llibre Underground, Dreyfus i Assange rastregen la font del cuc fins a Melbourne, Austràlia.
- Un dels primers esdeveniments hacktivistes documentats va ser la "seguda en Strano Network", una vaga dirigida contra els ordinadors del Govern de França en 1995.
- En 1998 l'Electronic Disturbance Theater va realitzar "segudes virtuals" a les webs del Pentàgon i del Govern Mexicà per atreure l'atenció mundial sobre la situació urgent dels drets dels indis natius en l'estat mexicà de Chiapas.
- Un dels exemples més notables de hacktivisme va ser la modificació de les webs d'Indonèsia amb la crida de "Llibertat per a Timor-Leste" en 1998 per furoners portuguesos.
- El 29 de desembre de 1998, les Legions Clandestines (LoU) van declarar la ciberguerra a l'Iraq i Xina amb la intenció d'interrompre i deshabilitar la infraestructura d'Internet. El 7 de gener de 1999, una coalició internacional de furoners (incloent Cult of the Dead Cow, el staff de 2600, el staff de Phrack, L0pht i el Chaos Computer Club) van realitzar una declaració conjunta condemnant la declaració de guerra de les LoU. Arxivat 2006-03-16 a Wayback Machine. La LoU va respondre retirant la seva declaració.
- Els hacktivistes van intentar interrompre ECHELON (una xarxa internacional de vigilància de comunicacions electròniques que filtra tot o part del tràfic de satèl·lits, microones, telèfons mòbils i fibra òptica) celebrant el "Dia de l'Embús de Echelon" (JED) el 21 d'octubre de 1999. Aquest dia, els hacktivistas van adjuntar grans llistes de missatges clau a molts missatges, fent que servidors i grups de notícies estenguessin les seves claus més lluny. La idea va ser fer que els ordinadors de Echelon tinguessin més entrades de les quals ells podien processar. No se sap si el JED va tenir èxit a l'hora de tirar Echelon, encara que es va informar que alguns ordinadors de la NSA s'havien bloquejat "inexplicablement" a principis de març de 2000. Un Segon Dia d'Embús de Echelon (JEDII) es va celebrar a l'octubre de 2000, no obstant això, la idea no va tornar a recuperar la seva popularitat inicial. JED va ser parcialment un atac de privació de servei i parcialment va ser agitprop.
- L'Electronic Disturbance Theater i uns altres van realitzar una setmana d'aturs durant la Convenció Republicana de 2004 a Nova York, realitzant segudes contra les webs republicanes i inundant webs i sistemes de comunicació identificats amb causes conservadores. Aquests fets van tenir diferents punts de vista en la comunitat hacktivista.
- Els hacktivistes van aconseguir entrar en sistemes de computadores en el Bhabha Atomic Research Center en l'Índia per protestar contra les proves d'armes nuclears.
- Els hacktivistes van crear llocs web com Mcspotlight.org i Bhopal.net per criticar a les empreses multinacionals.
- Bronc Buster, posteriorment membre de Hacktivisme, va modificar firewalls per permetre als usuaris d'Internet Xinesos accedir a llocs censurats.
- Els hacktivistes van treballar per ralentir, bloquejar o redirigir tràfic de servidors web associats amb l'Organització Mundial del Comerç, el Fòrum Econòmic Mundial i el Banc Mundial.
- En 1997 l'artista alemanya Cornelia Sollfrank va intervenir la primera competició internacional d'art a la xarxa inscrivint 200 artistes femenines falses en el concurs per només tenir 3 adversaris masculins. Ella va anomenar a aquest projecte Female Extension.
- El 21 de gener de 2008, va aparèixer un missatge en YouTube d'un grup autoanomenat 'Anonymous' en el qual el grup declarava el "Projecte Chanology", una guerra a l'Església de la Cienciología, i va prometre expulsar sistemàticament a l'Església d'Internet. Durant la setmana següent, les pàgines web de la cienciología van ser intermitentment atacades i l'Església de la Cienciología va mudar la seva pàgina a un host que s'especialitza en la protecció contra atacs de denegació de servei.